# Commerce City
Commerce City est une ville américaine située dans le comté d'Adams dans l’État du Colorado.
Selon le recensement de 2010, sa population s'élève à 45 913 habitants. La municipalité s'étend sur 34,72 milles carrés (89,92 km2), dont 34,29 milles carrés (88,81 km2) de terres.

## Démographie
| 1960  | 1970   | 1980   | 1990   | 2000   | 2010   |
| ----- | ------ | ------ | ------ | ------ | ------ |
| 8 970 | 17 407 | 16 234 | 16 466 | 20 991 | 45 913 |

## Jumelage
- Nanning (Chine)

## Sport
La ville accueille un stade de football du club des Rapids du Colorado, le Dick's Sporting Goods Park.